# PH
A pH (pondus hidrogenii, latinul potentia hydrogeni, hidrogénion-kitevő) dimenzió nélküli kémiai mennyiség, mely egy adott oldat kémhatását (savasságát vagy lúgosságát) jellemzi. Híg vizes oldatokban a pH egyenlő az oxóniumion-koncentráció tízes alapú logaritmusának ellentettjével.
{\displaystyle \mathrm {pH=-\log _{10}[H_{3}O^{+}]=-\lg[H_{3}O^{+}]\!} }
vagy egyszerűbben:
{\displaystyle \mathrm {pH} =-\log _{10}\mathrm {[H^{+}]} =-\lg \mathrm {[H^{+}]} \!}
(A hidrogénion (H+) a víz autoprotolízisével, vagy a savak ionizációjával keletkezik, de vizes közegben mindig hozzákapcsolódik egy vízmolekulához, és oxóniumion (H3O+) jön létre.)

## A víz autoprotolízise, pH
A víz autoprotolízise olyan egyensúlyi reakció, melynek során 10−7 mólnyi vízmolekula ad át protont egy másiknak (1 liter vízben, 25 °C-on):
{\displaystyle \mathrm {H_{2}O+H_{2}O\!\rightleftharpoons H_{3}O^{+}+OH^{-}\!} }
Erre az egyensúlyi reakcióra felírható a Kvíz egyensúlyi állandó:
Kvíz = [H3O+][OH−] = 10−7mol/dm³ · 10−7mol/dm³ = 10−14(mol/dm³)²
A szögletes zárójellel a megfelelő ionok moláris koncentrációját jelöljük, ennek szokásos mértékegysége: mol/dm³; az SI-mértékegység ezerszerese. 1 dm³ = 1 liter.
Ebből következik:
- tiszta vízben és semleges kémhatású oldatokban:

- [H3O+] = [OH−] = 10−7 mol/dm³
- pH = −lg10−7 = 7

Savak és lúgok híg vizes oldatában az egyensúly eltolódik, de a kétféle ion moláris koncentrációjának szorzata (Kvíz) állandó marad:
- savas közegben megnő az oxóniumionok moláris koncentrációja:

- például egy erős savból készült 0,1 mol/dm³ koncentrációjú oldatban (25 °C-on):
[H3O+] = 10−1 mol/dm³
[OH−] = 10−13 mol/dm³
pH = −lg[H3O+] = −lg10−1 = 1
- tehát [H3O+] > [OH−], vagyis [H3O+] > 10−7 mol/dm³.
-  pH < 7

- lúgos közegben lecsökken az oxóniumionok moláris koncentrációja:

- például egy erős lúgból készült 0,1 mol/dm³ koncentrációjú oldatban (25 °C-on):
[H3O+] = 10−13 mol/dm³
[OH−] = 10−1 mol/dm³
pH = −lg[H3O+] = −lg10−13 = 13
- tehát [H3O+] < [OH−], vagyis [H3O+] < 10−7 mol/dm³.
- pH > 7

Összefoglalva: A tiszta víz pH-értéke 7, ennél kisebb pH-érték savasságot, nagyobb pH-érték pedig lúgosságot jelez.
Ugyanilyen gondolatmenet szerint ki lehet számítani a pOH-t is. Ennek változása ellentétes a pH változásával.

## pH-értékek
| Anyag                             | pH-érték | savas    |
| Akkumulátorsav (kénsav): H2SO4    | 0-0,5    | savas    |
| Sósav (gyomorsav - üres gyomor)   | 1,0–1,5  | savas    |
| Citromsav                         | 2,4      | savas    |
| Coca-Cola                         | 2,0–3,0  | savas    |
| Ecetsav                           | 2,5      | savas    |
| Gyümölcslé (meggy)                | 2,7      | savas    |
| Narancslé és almalé               | 3,5      | savas    |
| Bor                               | 4        | savas    |
| Savanyú tej                       | 4,5      | savas    |
| Sör                               | 4,5–5,0  | savas    |
| Savas eső                         | < 5,0    | savas    |
| Kávé                              | 5,0      | savas    |
| Tea                               | 5,5      | savas    |
| Eső                               | 5,6      | savas    |
| Ásványvíz                         | 6,0      | savas    |
| Tej                               | 6,5      | semleges |
| Víz (a víz keménységétől függően) | 6,0–8,5  | semleges |
| Emberi nyál                       | 6,5–7,4  | semleges |
| Vér                               | 7,4      | lúgos    |
| Tengervíz                         | 7,5–8,4  | lúgos    |
| Hasnyálmirigy-váladék (bél)       | 8,3      | lúgos    |
| Szappan                           | 9,0–10,0 | lúgos    |
| Háztartási ammónia                | 11,5     | lúgos    |
| Oltott mész - Ca(OH)2             | 12,4     | lúgos    |
| Hipó - fehérítő                   | 12,5     | lúgos    |
| Beton                             | 12,6     | lúgos    |
| Marónátron - NaOH                 | 13,5–14  | lúgos    |

## pH-mérés
A pH értéket indikátorokkal, vagy digitális pH-mérőkkel lehet meghatározni:
|  |  |

|  |  |  |

## Pontos definíció
A pH-ra a fenti képlet csak híg vizes oldatokban igaz. A pH valójában a hidrogénion-aktivitástól függ, ami töményebb oldatokban nem egyenlő a hidrogénion-koncentrációval. Tömény oldatok esetén a pH-t a hidrogénion-aktivitás segítségével fejezzük ki:
{\displaystyle \mathrm {pH=-\log _{10}(a_{H^{+}})\!} }
A képletben {\displaystyle a_{\mathrm {H^{+}} }} a hidrogénion-aktivitás.
A hidrogénion-aktivitást a koncentrációból az aktivitási együttható ({\displaystyle f\!}, vagy {\displaystyle \gamma _{\pm }}) segítségével kaphatjuk meg. Az aktivitási együttható egy 0 és 1 közé eső viszonyszám, mely számos tényezőtől, köztük a hidrogénion-koncentrációtól függ.
{\displaystyle \mathrm {a} _{\mathrm {H^{+}} }=f\cdot \mathrm {[H^{+}]} \!}
{\displaystyle \mathrm {pH} =-\log _{10}(f\cdot \mathrm {[H^{+}]} )\!}
Kis hidrogénion-koncentráció mellett az aktivitási együttható magas, értéke jó közelítéssel 1. Így híg oldatban a hidrogénion-koncentráció megegyezik a hidrogénion-aktivitással. A pH tehát közvetlenül számolható a koncentrációból.
{\displaystyle \mathrm {f} =1\!}
{\displaystyle \mathrm {pH} =-\log _{10}(f\cdot \mathrm {[H^{+}]} )=-\log _{10}(1\cdot \mathrm {[H^{+}]} )\!}
{\displaystyle \mathrm {pH} =-\log _{10}\mathrm {[H^{+}]} =-\lg \mathrm {[H^{+}]} \!}

### A pH mértékegységéről
A fenti képletek az ún. szabványos koncentráció mértékegységét tartalmazzák, amely az SI-egységnek ezredrésze: mol/dm³. Ebben további ellentmondás, hogy a koncentrációnál a nevezőben az egész oldat térfogata áll, míg a molalitásnál csak az oldószer tömege kerül a nevezőbe. A Green Book második kiadása egyenértékűként fogadta el kétféle mértékegységgel is (γ± az ionos aktivitási együttható az IUPAC dokumentumban; azonos a fent alkalmazott f jelű fizikai mennyiséggel) :
{\displaystyle pH=-\mathrm {l} g\left[\gamma _{\pm }\centerdot c(H^{+})/(\mathrm {mol\ dm^{-3}} )\right]\pm 0,02}
{\displaystyle pH=-\mathrm {l} g\left[\gamma _{\pm }\centerdot m(H^{+})/(\mathrm {mol\ kg^{-1}} )\right]\pm 0,02}
A törtvonal értelme e képletekben az, hogy a fizikai mennyiség értékét osztjuk a mértékegységével, így annak mérőszámát kapjuk. Aktuálisan ez azt jelentette, hogy a koncentráció és a molalitás mérőszáma azonos, máskülönben nem eredményezhetnének azonos pH-értéket. Ne felejtsük el azt sem, hogy a képletben nem a koncentráció SI-mértékegysége szerepel, hanem annak ezredrésze, aktuálisan: mol/dm³, ami sérti a mértékegységrendszer koherenciáját. A dokumentumok erre a problémára egy másik megoldást is adnak; definiálják a szabványos koncentráció fogalmát a következőképpen: {\displaystyle c^{\ominus }=1\ \mathrm {mol\ dm^{-3}} }
A harmadik kiadás egyértelműen úgy határoz, hogy a hidrogénion-„koncentráció” mértékegységét a molalitás szabványos mértékegységében mért mérőszámból kell meghatározni. Ennek nagysága {\displaystyle m^{\ominus }=1\ \mathrm {mol/kg} }. (A vizes oldatok sűrűségének mérőszáma kg/dm³-ben az egyhez közeli érték.) Ebből következően a logaritmus függvény argumentuma 1 mértékegységű szám: {\displaystyle {\frac {\mathrm {mol/kg} }{\mathrm {mol/kg} }}=1}, így teljesül az a feltétel, hogy logaritmust csak dimenziómentes mérőszámból szabad számítani. A dokumentum kitér arra is, hogy a molalitás jeléül nem helyes az m betűt használni, mert összetéveszthető a tömeg jelével. Ezért javasolja inkább a b betű használatát.
A Green Book harmadik kiadása a következőképpen határozza meg a pH-t:
{\displaystyle pH=-\mathrm {l} g\ a_{\mathrm {H} +}=-\mathrm {l} g\ {\frac {m_{\mathrm {H} +}\centerdot \gamma _{m,{\mathrm {H} +}}}{m^{\ominus }}}}

## Története
A pH fogalmát Søren Peter Lauritz Sørensen (1868–1939) dán biokémikus vezette be, melyet ő még a vizes oldatbeli oxóniumion mol/dm³-ben kifejezett egyensúlyi koncentrációjával ([H3O+]) definiált:
{\displaystyle \mathrm {pH=-\log _{10}\left({\frac {[H_{3}O^{+}]}{1{\frac {mol}{dm^{3}}}}}\right)} .\!}
Szobahőmérsékleten (kb. 22 °C-on) 1 dm³ vegytiszta víz, autoprotolízisének köszönhetően dinamikus egyensúlyban 10−7 mol hidrogéniont (H+ vagy H3O+) és – értelemszerűen – ugyanennyi hidroxidiont (OH−) tartalmaz:
{\displaystyle \mathrm {H_{2}O+H_{2}O\rightleftharpoons H_{3}O^{+}+OH^{-}} \!}
{\displaystyle \mathrm {[H_{3}O^{+}]=[OH^{-}]=10^{-7}{\frac {mol}{dm^{3}}}} \!}
{\displaystyle \mathrm {pH=-\log _{10}\left({\frac {10^{-7}{\frac {mol}{dm^{3}}}}{1{\frac {mol}{dm^{3}}}}}\right)=7} \!}
Ekkor tehát Sørensen szerint a pH-értéke 7. Ez tekinthető a semleges kémhatásnak. Ennél kisebb pH-érték, vagyis a hidroxidionokhoz képest nagyobb hidrogénion koncentráció savasságot, nagyobb pH-érték pedig lúgosságot jelez.

## Nem vizes oldatokban
A pH fogalma jellegéből adódóan más egyéb autoprotolízisre hajlamos kémiai rendszerekre is kiterjeszthető. Például a vegytiszta etanol (C2H5OH) szobahőmérsékleten és ugyancsak dinamikus egyensúlyban 10−10 mol protonált és ugyanennyi deprotonált molekulát tartalmaz dm³-enként. Ekkor a semleges kémhatáshoz tartozó pH-érték 10.